# Juan José Haedo

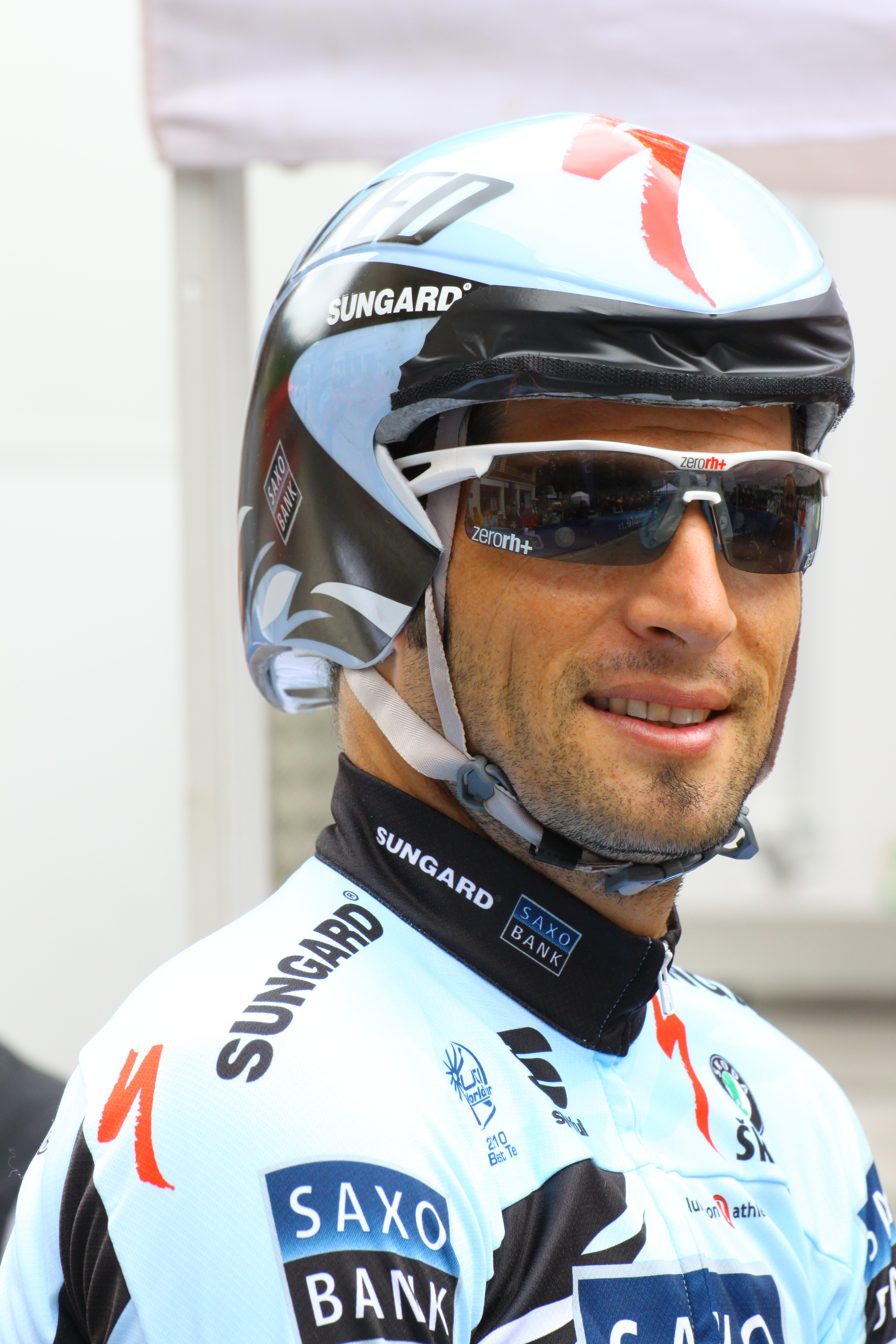
Juan José Haedo, Critérium du Dauphiné 2011.

Juan José Haedo, född 26 januari 1981 i Buenos Aires, är en argentinsk professionell tävlingscyklist och före detta bancyklist. Han tävlar för det danska UCI ProTour-stallet Team Saxo Bank.

## Karriär
Juan José Haedo blev professionell 2003 med det amerikanska stallet Colavita Olive Oil och fortsatte med dem tills Toyota-United Pro Cycling Team inför säsongen 2006 kontrakterade honom. Efter etappvinster i Tour of California och Tour of Georgia upptäckte det danska stallet Team CSC honom och de vann argentinarens intresse över ett flertal andra UCI ProTour-stall. 
Haedos stora intresse som barn var fotboll, men familjens intresse för cykling ledde också in Juan José Haedo på den linjen. Hans pappa var en argentinsk sprinter, precis som sonen. Hans syster Lisa cyklade på bana och hans bror Lucas Sebastian har tävlat för några mindre europeiska cykelstall.
Haedo vann två etapper på Tour of California 2007. Hans första seger på europeisk mark var Rund um Köln 2007. 
Juan José Haedo vann etapp ett och fem på Tour de San Luis 2008. Han fortsatte säsongen 2008 med att vinna den första etappen på Tour of California. Några veckor senare vann han Clásica de Almería före Oscar Freire och Graeme Brown. Han fortsatte med att vinna den tredje etappen av Vuelta a Murcia. Under april vann Haedo den andra etappen av Tour of Georgia. Senare under säsongen vann han etapp 1 av Tour de Luxembourg och etapp 6 av Post Danmark Rundt.
Den 22 augusti 2008 slutade Haedo tvåa på etapp 2 under Eneco Tour. André Greipel vann etappen.

### 2009
I januari 2009 slutade Haedo tvåa på etapp 1 av den argentinska tävlingen Tour de San Luis bakom italienaren Mattia Gavazzi. Senare under tävlingen vann han den sjunde och avslutande etappen av tävlingen. I februari slutade han trea på etapp 4 av Tour of California bakom Mark Cavendish och Tom Boonen. Haedo slutade trea på den sista etappen, etapp 5, av Vuelta Ciclista a la Región de Murcia i mars 2009. Senare samma månad vann han GP Cholet-Pays de Loire.
Haedo slutade på sjätte plats på etapp 13 av Giro d’Italia 2009 bakom Mark Cavendish, Alessandro Petacchi, Allan Davis, Robert Hunter och Tyler Farrar. I juli vann han den andra etappen av Tour de Wallonie. På etapp 5 av tävlingen slutade Saxo Bank-cyklisten tvåa bakom sin stallkamrat Matthew Goss. På Polen runts andra etapp slutade Haedo på tredje plats. 
Haedo slutade på andra plats på etapp 1 av Tour of Missouri 2009 bakom den brittiske spurtaren Mark Cavendish. Dagen därpå slutade han etapp 2 på tredje plats bakom Cavendish och norrmannen Thor Hushovd. Haedo slutade på andra plats på etapp 3 bakom Hushovd innan han vann den fjärde etappen på tävlingen. Han vann även etapp 4 av Circuit Franco-Belge framför Jaŭhen Hutarovitj och Roger Hammond samt slutade på fjärde plats i tävlingens slutställning bakom Tyler Farrar, Tom Boonen och Roger Hammond. Han slutade även tvåa på Paris-Bourges bakom André Greipel.

## Meriter
2003 – Colavita Olive Oil/Sutter Home
1:a, Colavita Bolla Cup Florida
1:a, Highland Park, Criterium
1:a, Harlem, Criterium
2004 – Colavita Olive Oil/Sutter Home
1:a, Walterboro, Criterium
2:a, Captech Classic Richmond
3:a, McLane Pacific Cycling Classic
2:a, Grove City, Criterium
1:a, American Airlines Pro-Am Challenge
2005 – Colavita Olive Oil/Sutter Home
1:a, Rochester, Criterium
1:a, etapp 2, McLane Pacific Cycling Classic
1:a, etapp 1, Central Valley Kearney Park Circuit Race
1:a, etapp 2 & 3, Redlands Classic
1:a, etapp 2, Fitchburg Longsjo Classic
1:a, etapp 6, International Cycling Classic
1:a, etapp 4, International Tour de 'Toona
1:a, sammanställning, Bank of America Invitational Criterium
3:a, American Airlines Pro-Am Challenge (USA)
2006 – Toyota-United Pro Cycling Team
1:a, Doble Difunta Corréa
1:a, Brea, Criterium
1:a, etapp 1 & 4, Tour of California
1:a, etapp 3, San Dimas Stage Race
1:a, etapp 3, Redlands Classic
1:a, etapp 6, Tour de Georgia
2:a, Athens (USA), Criterium
3:a, Greenwood, Criterium
1:a, Spartanburg, Criterium
1:a, Sunny King Criterium
1:a, Tour of Somerville
2:a, Wachovia Series Lancaster
1:a, etapp 5, Cascade Cycling Classic
1:a, etapp 4, International Tour de 'Toona
3:a, sammanställning, Bank of America Invitational, Criterium
1:a, Manhattan Beach GP
2007 – Team CSC
1:a, bästa sprinter, Tour of California
1st, etapp 2 & 6
1:a, Rund um Köln
bästa sprinter, Tour de Georgia
1:a, etapp 7
1:a, Colliers Classic (GP Aarhus)
1:a, Philadelphia International Championship
1:a, etapp 2, Tyskland runt
2008 – Team CSC
1:a, etapp 1 & 5, Tour de San Luis
1:a, etapp 1, Tour of California
1:a Clasica de Almeria
1:a, etapp 3, Vuelta a Murcia
1:a, etapp 2, Tour of Georgia
1:a, etapp 1, Tour de Luxembourg
1:a, etapp 6, Post Danmark Rundt
2:a, etapp 2, Eneco Tour
2009
1:a, etapp 7, Tour de San Luis
1:a, etapp 2, Tour de Wallonie
1:a, etapp 4, Tour of Missouri
1;a, etapp 4, Circuit Franco-Belge
2:a, etapp 1, Tour de San Luis
2:a, etapp 5, Tour de Wallonie
2:a, etapp 1, Tour of Missouri
2:a, etapp 3, Tour of Missouri
3:a, etapp 4, Tour of California
3:a, etapp 5, Vuelta Ciclista a la Región de Murcia
3:a, etapp 2, Polen runt
3:a, etapp 2, Tour of Missouri
2010
1:a, Mumbai Cyclothon
1:a, Rund um Köln
1:a, etapp 7, Katalonien runt
1:a, etapp 2, Critérium du Dauphiné
2011
1:a, etapp 3, Tirreno-Adriatico
1:a, etapp 16, Vuelta a España
2012
1:a, Grand Prix de Denain
2:a, etapp 3, Giro d'Italia
3:a, etapp 5, Tour de France

## Stall
- Colavita-Sutter Pro Cycling Team 2003–2005
- Toyota-United|Toyota-United Pro Cycling Team 2006
- Team CSC 2007–